# 維維耶主教座堂

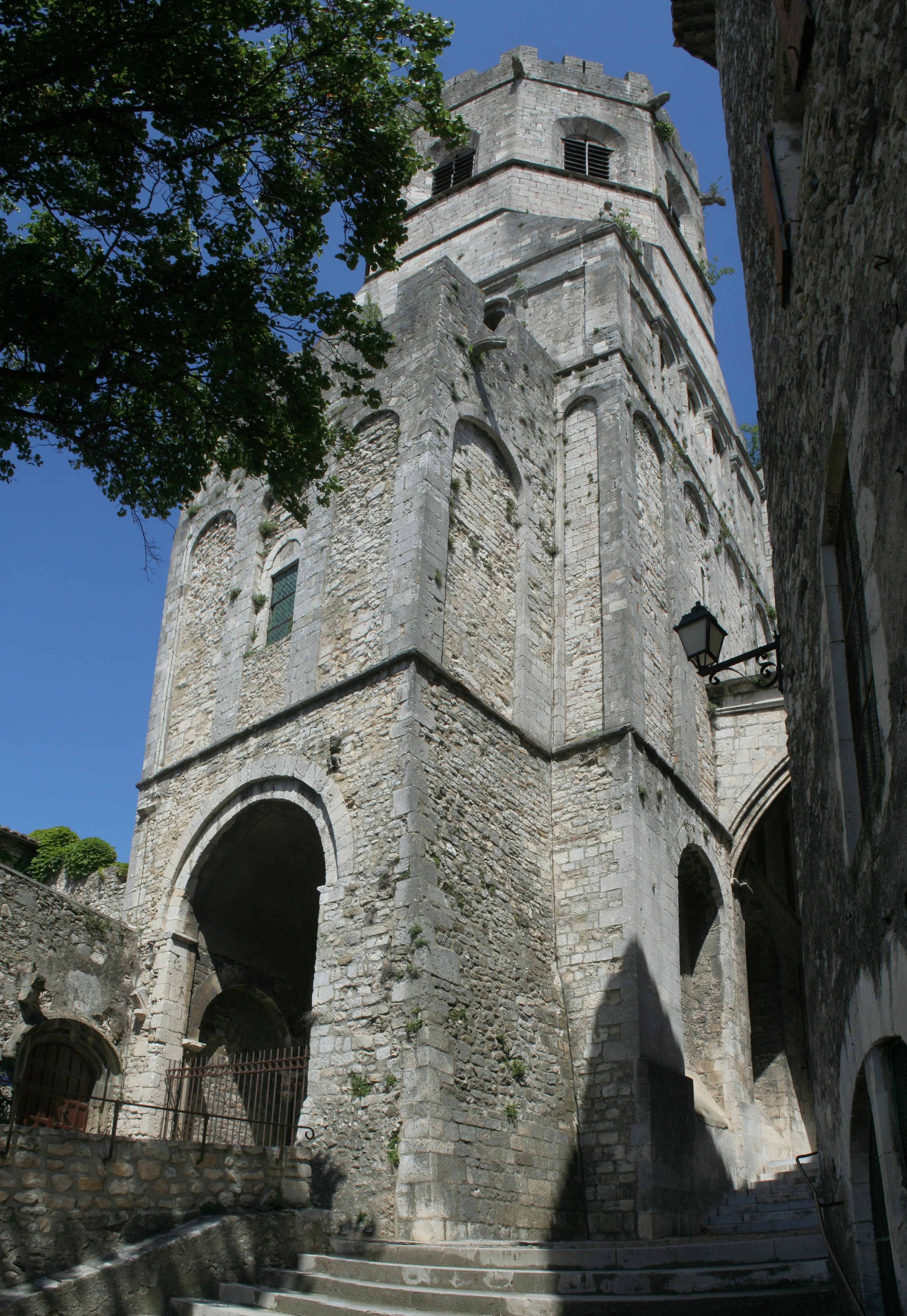
钟楼

維維耶主教座堂 (Cathédrale Saint-Vincent de Viviers) 是天主教維維耶教區的主教座堂，位于法国阿尔代什省维维耶尔。
钟楼建于11世纪，其余大部分建筑建于12世纪。天花板毁于16世纪法国宗教战争期间，18世纪修复。

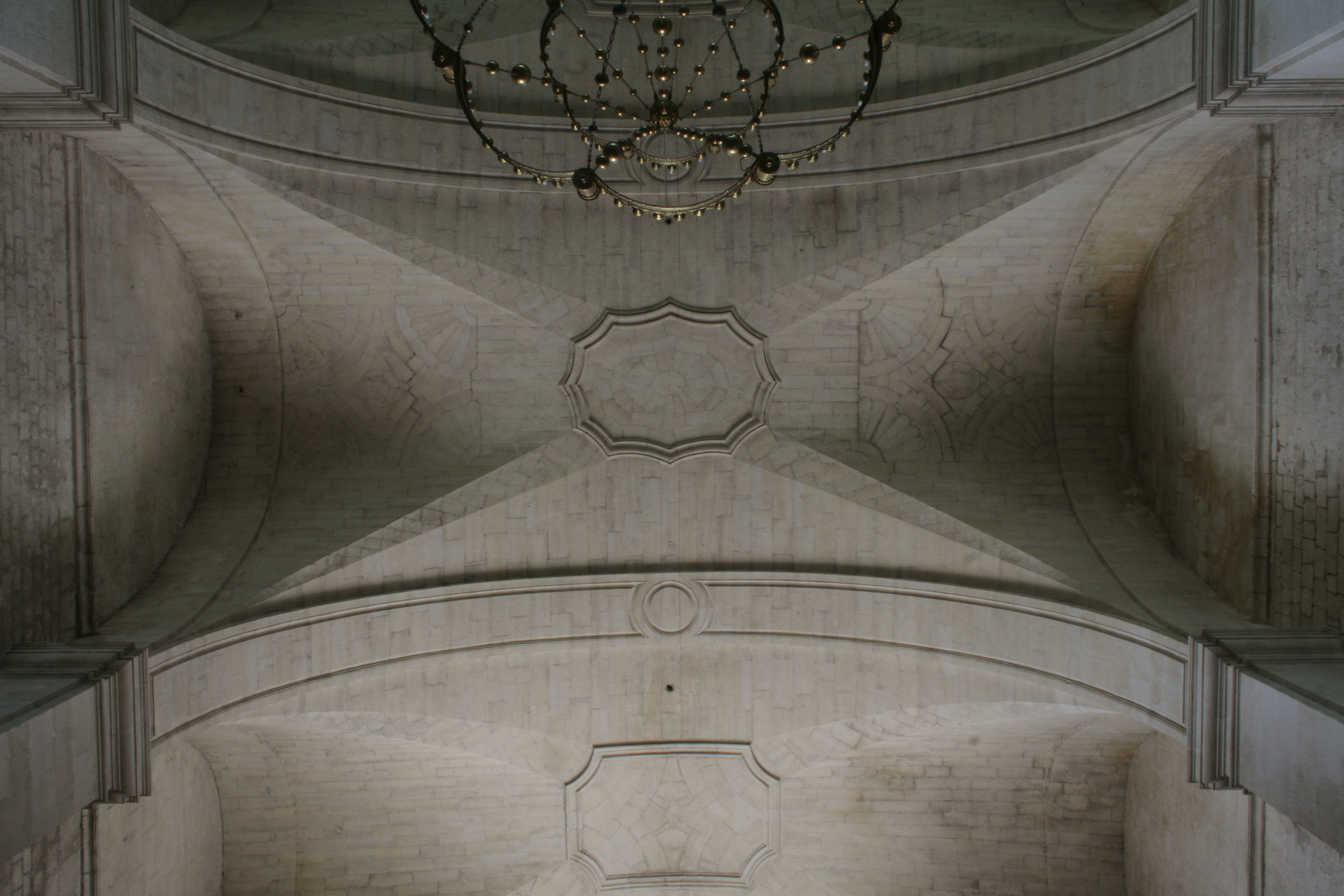
天花板

1906年8月9日，该堂列为法国历史古迹. （页面存档备份，存于）